# John Onaiyekan
John Olorunfemi kardinál Onaiyekan (* 29. ledna 1944 Kabba) je nigerijský římskokatolický kněz, emeritní arcibiskup Abujy a kardinál.

## Kněz a biskup
Kněžské svěcení přijal 3. srpna 1969. Začal vyučovat na koleji Sv. Kizita v Isanlu, aby se posléze stal rektorem semináře sv. Klimenta v Lokoji. Obhájil licenciát z posvátných spisů na Papežském biblickém institutu a doktorát z biblické teologie na Papežské Urbanianě. V roce 1977 byl jmenován prorektorem a po dvou letech (1979) rektorem Semináře Sv. Petra a Pavla v Bodija. V roce 1980 byl jmenován členem Mezinárodní teologické komise a členem Mezinárodní komise pro katolicko-metodistický dialog. Dne 10. září 1982 byl jmenovaný pomocným biskupem diecéze Ilorin, biskupské svěcení mu udělil 6. ledna 1984 papež Jan Pavel II. 20. října téhož roku byl jmenovaný sídelním biskupem této diecéze.
Dne 7. července 1990 ho Jan Pavel II. jmenoval biskupem-koadjutorem Abujy. O dva roky později, 28. září 1992, se stal plnoprávným biskupem ordinářem poté, co dovršil kanonický věk dosavadní biskup kardinál Dominic Ignatius Ekandem. Po povýšení této diecéze na úroveň metropole se stal prvním metropolitou. 1994 byl zvolen místopředsedou Nigerijské biskupské konference, které předsedal v letech 1999-2006. V roce 1998 přivítal papeže Jana Pavla II. na jeho apoštolské návštěvě země.V letech 2003 až 2007 zastával funkci předsedy SECAM (Sympózia Biskupských konferencí Afriky a Madagaskaru).
Sehrává mezi africkými biskupy rozhodující roli v organizaci mezináboženského a ekumenického dialogu. V letech 1992-2006 byl členem inter-denominační Komise pro víru a řád, presidentem biskupské konference anglofonních západoafrických zemí. Je členem nigerijské mezináboženské rady, byl spolu-presidentem Africké rady náboženských představitelů a presidentem a vicepresidentem Křesťanské asociace Nigérie.

## Kardinál
24. října 2012 Benedikt XVI. oznámil, že se John Onaiyekan nachází mezi šesti novými kardinály. Jejich jmenování se uskutečnilo při konzistoři 24. listopadu.  Je členem kongregací pro nauku víry a pro bohoslužby a svátosti. Byl účastníkem konkláve kardinálů, která vybrala v březnu 2013 papeže Františka I.
Je známý svým neúnavným bojem za mír v Nigérii. Byl mimo jiné vyznamenán mezinárodní cenou Pax Christi a spolu s duchovním vůdcem nigerijských muslimů Muhammadu Sa’adu Abubakarem, sultánem ze Sokota byl v roce 2012 nominován na Nobelovu cenu za mír za sérii iniciativ proti nárůstu fundamentalismu. Je zakladatelem Nadace kardinála Onaiyekana za mír. Pan kardinál je biblista, propagátor latiny a mezináboženského a mezicírkevního dialogu.
Dne 9. listopadu 2019 přijal papež František jeho rezignaci z důvodu dosažení věkového limitu, z práva koadjutorství na jeho místo nastoupil Ignatius Ayau Kaigama.